# AN-94
AN94는 1994년에 개발된 러시아의 돌격소총으로 초고속 2점사가 가능하다. 사용하는 탄약은 5.45 x 39 mm이고, 연사력은 고속 2점사시 최대 분당 1800발, 연사시 분당 1,400~600발이다. 반동을 줄이기 위해 주퇴운동을 하며 총구화염을 감소시키는 독특한 소염기와 도르래 장전방식을 사용한다.

## 사용 국가
- 러시아: 러시아 육군, 경찰, 연방보안국, 내무부에서 사용 중이다.[1]
- 키르기스스탄: 2012년 러시아로부터 60정을 지원받았다.

## 같이 보기
- AKM
- AO-63
- AK-74
- AEK-971
- AK-12
- 소총 목록